# Трећа француска република
Трећа француска република, званично Француска Република (фр. République française), је била Француска која је постојала од колапса Другог француског царства 1870. до битке за Француску у Другом светском рату 1940.

## Историја
- Француско-пруски рат
- Реваншизам
- J'accuse…!
- Маријана (лево), Мајка Русија (средина) и Британија (десно) персонификација Тројне антанте за разлику од Тројног савеза.

### Први светски рат
У Првом светском рату Француска је уз Русију, Велику Британију и Србију била главни противник Немачке и Аустроугарске. По броју жртава на страни савезника Француска заузима друго место са 25%, што је преведено у бројкама 5,6 милиона, од којих је 1,357 милиона војника погинуло, а 4,266 рањено. Као до тада једна од водећих колонијалних сила света, Француска је водила рат за одбрану свог политичког и економског утицаја.

### Други светски рат
За разлику од Првог светског рата, када је Француска имала водећу улогу на страни савезника, у Другом светском рату је брзо поражена и окупирана јуна 1940. Немци су је поразили користећи муњевите тенковске продоре (блицкриг).
- Мажино линија
- Лажни рат
- Битка за Денкерк

Окупатори су поделили Француску на два дела; на северозападни део који је директно окупирала Немачка, и на југоисточни део којим је управљала колаборационистичка влада у Вишију. За време рата у Француској је деловао покрет отпора. Новембра 1942. Немци су окупирали и југоисток Француске. Француски губици живота у току рата су укупно били мали, иако је јеврејска заједница веома страдала.
Француску су ослободили англо-амерички савезници, углавном САД, а ослобађање је започело искрцавањем у Нормандији јуна 1944. (види: битка за Нормандију). Нову, антифашистичку владу Француске је организовао покрет генерала Шарла де Гола.